# Campeonato Asiático de Atletismo de 2019 - 5000 m feminino
A prova dos 5000 metros feminino do Campeonato Asiático de Atletismo de 2019 foi disputada no dia 21 de abril de 2019 no Estádio Internacional Khalifa em Doha, no Catar. 

## Recordes
Antes desta competição, os recordes mundiais e do campeonato nesta prova eram os seguintes:
|                       | Nome             | Nacionalidade          | Tempo      | Local  | Data                  |
| --------------------- | ---------------- | ---------------------- | ---------- | ------ | --------------------- |
| Recorde mundial       | Tirunesh Dibaba  | Etiópia                | 14m 11s 15 | Oslo   | 6 de junho de 2008    |
| Recorde do campeonato | Betlhem Desalegn | Emirados Árabes Unidos | 15m 12s 84 | Pune   | 7 de julho de 2013    |
| Recorde asiático      | Bo Jian          | China                  | 14m 28s 09 | Xangai | 23 de outubro de 1997 |

## Medalhistas
| Ouro                      | Prata              | Bronze                |
| Winfred Mutile Yavi (BHR) | Bontu Rebitu (BHR) | Parul Chaudhary (IND) |

## Cronograma
Todos os horários são locais (UTC+3)
| Data        | Hora  | Evento |
| ----------- | ----- | ------ |
| 21 de abril | 17:55 | Final  |

## Resultado final
| Posição           | Atleta                  | Nacionalidade          | Tempo    | Notas                |
| ----------------- | ----------------------- | ---------------------- | -------- | -------------------- |
| Medalha de ouro   | Winfred Mutile Yavi     | Bahrein                | 15:28.87 | Recorde pessoal      |
| Medalha de prata  | Bontu Rebitu            | Bahrein                | 15:29.60 | Recorde da temporada |
| Medalha de bronze | Parul Chaudhary         | Índia                  | 15:36.03 | Recorde pessoal      |
| 4                 | Sanjivani Jadhav        | Índia                  | 15:41.12 | Recorde da temporada |
| 5                 | Li Dan                  | China                  | 15:43.33 | Recorde pessoal      |
| 6                 | Nozomi Tanaka           | Japão                  | 15:44.59 |                      |
| 7                 | Zhao Yanli              | China                  | 16:05.39 | Recorde da temporada |
| 8                 | Tomomimusembi Takamatsu | Japão                  | 16:08.16 |                      |
| 9                 | Gulshan Satarova        | Quirguistão            | 16:11.33 |                      |
| 10                | Phạm Thị Huệ            | Vietname               | 17:01.13 | Recorde da temporada |
| 11                | Phyu War Thet           | Myanmar                | 17:22.69 | Recorde da temporada |
| 12                | Alia Saeed Mohammed     | Emirados Árabes Unidos | DNS      |                      |

Legenda
| Recorde mundial       | Recorde mundial (World record)               |                       | Recorde africano                      | Recorde africano (African) |                                           | Q | Classificado por posição (Qualified) |
| Recorde do campeonato | Recorde do campeonato (Championship record)  | Recorde da América    | Recorde da América (Americas)         | q                          | Classificado por melhor tempo (Qualified) |   |                                      |
| Melhor marca do ano   | Melhor marca do ano (World leading)          | Recorde asiático      | Recorde asiático (Asian)              | DNS                        | Não largou (Did not start)                |   |                                      |
| Recorde nacional      | Recorde nacional (National record)           | Recorde europeu       | Recorde europeu (European)            | DNF                        | Não terminou (Did not finish)             |   |                                      |
| Recorde pessoal       | Recorde pessoal do atleta (Personal best)    | Recorde da Oceania    | Recorde da Oceania (Oceania)          | DSQ / DQ                   | Desclassificado (Disqualified)            |   |                                      |
| Recorde da temporada  | Recorde da temporada do atleta (Season best) | Recorde sul-americano | Recorde sul-americano (South America) | NM                         | Sem marca (No mark)                       |   |                                      |